# Březinská tabule
Březinská tabule je geomorfologický podokrsek v jihozápadní části Bělské tabule, ležící v okresech Mladá Boleslav a Česká Lípa. Území se rozkládá zhruba mezi obcemi Březovice na jihu, Bezděz na západě a údolím Bělé na východní straně. Leží zde město Bělá pod Bezdězem a jeho místní části, např. Březinka, podle níž je podokrsek pojmenován.

## Charakter území

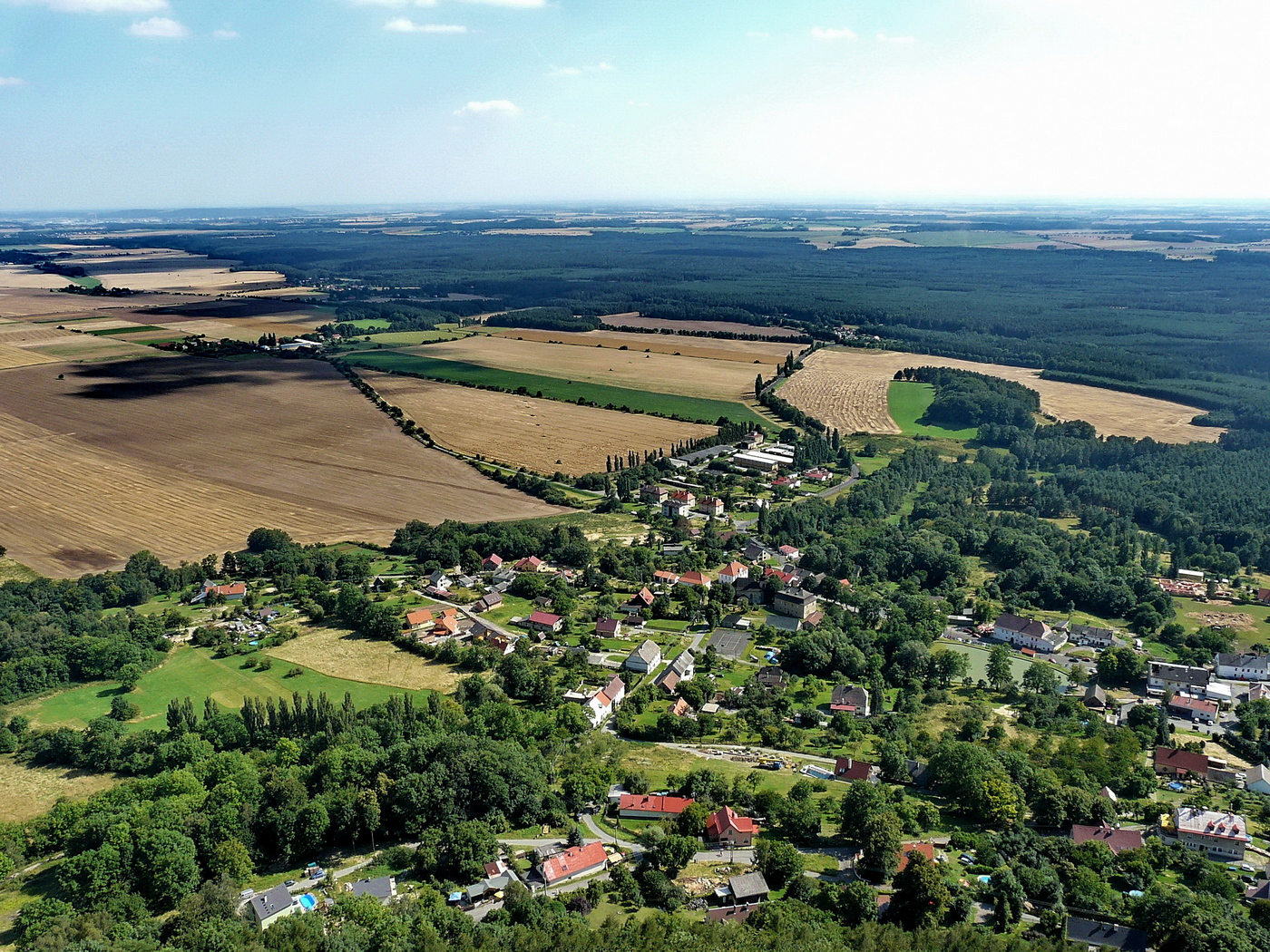
Obec Bezděz a Březinská tabule z Bezdězu

Území má charakter tabule s vůči sobě mírně ukloněnými dílčími denudačními plošinami, přičemž celá tabule se plynule sklání od SZ k JV. Je tvořena svrchnokřídovými sedimenty (vápnito-jílovité pískovce a spraše) a ojedinělými proniky neovulkanitů v jižní části. Podokrsek rozčleňují pravostranné boční rokle hlavního údolí Bělé. Je zdě několik nepříliš výrazných kopců, některé z nich jsou budovány neovulkanity. Využití území je zhruba rovnoměrně rozděleno mezi lesy (převážně borové porosty) a zemědělskou půdu.

## Geomorfologické členění
Podokrsek Březinská tabule náleží do celku Jizerská tabule, podcelku Středojizerská tabule a okrsku Bělská tabule. Dále se již nečlení. Tabule sousedí na severu a východě se sesterským podokrskem Bělská tabule, Radechovskou pahorkatinou, na jihu s okrskem Skalská tabule a na západě s celkem Ralská pahorkatina.

## Významné vrcholy
- Komošín (351 m)
- Štědrá (333 m)
- Kovářův kopeček (332 m)

Nejvyšším bodem Březinské tabule je bezejmenná kóta (380 m n. m.) na západě při styku s Bezdězem v okrsku Bezdězská vrchovina.